# Liste der Staatsoberhäupter 1929
Übersicht
◄◄ | ◄ | 1925 | 1926 | 1927 | 1928 | Liste der Staatsoberhäupter 1929 | 1930 | 1931 | 1932 | 1933 | ► | ►►

Weitere Ereignisse

## Afrika
- Ägypten (1914–1936 britisches Protektorat)
  - Staatsoberhaupt: König Fu'ād I. (1917–1936) (bis 1922 Sultan)
  - Regierungschef:
    - Ministerpräsident Muhammad Mahmoud Pascha (1928–4. Oktober 1929, 1937–1939)
    - Ministerpräsident Adli Yakan Pascha (1921–1922, 1926–1927, 4. Oktober 1929–1930)

  - Britischer Hochkommissar:
    - George Lloyd, 1. Baron Lloyd (1925–8. August 1929)
    - Percy Lyham Loraine (8. August 1929–1933)

- Äthiopien
  - Staats- und Regierungschef: Kaiserin Zauditu (1916–1930)
    - Regent: Ras Tafari Makonnen (1916–1930) (1930–1974 Kaiser)

- Liberia
  - Staats- und Regierungschef: Präsident Charles D. B. King (1920–1930)

- Südafrika
  - Staatsoberhaupt: König Georg V. (1910–1936)
    - Generalgouverneur: Alexander Cambridge, 1. Earl of Athlone (1924–1931)

  - Regierungschef: Ministerpräsident J.B.M. Hertzog (1924–1939)

## Amerika

### Nordamerika
- Kanada
  - Staatsoberhaupt: König Georg V. (1910–1936)
    - Generalgouverneur: Freeman Freeman-Thomas, 1. Viscount Willingdon (1926–1931) (1931–1936 Vizekönig von Indien)

  - Regierungschef: Premierminister William Lyon Mackenzie King (1921–1926, 1926–1930, 1935–1948)

- Mexiko
  - Staats- und Regierungschef: Präsident Emilio Portes Gil (1928–1930)

- Neufundland
  - Staatsoberhaupt: König Georg V. (1910–1936)
    - Gouverneur: John Middleton (1928–1932)

  - Regierungschef: Premierminister Richard Squires (1919–1923, 1928–1932)

- Vereinigte Staaten von Amerika
  - Staats- und Regierungschef:
    - Präsident Calvin Coolidge (1923–4. März 1929)
    - Herbert Hoover (4. März 1929–1933)

### Mittelamerika
- Costa Rica
  - Staats- und Regierungschef: Präsident Cleto González Víquez (1960–1910, 1928–1932)

- Dominikanische Republik
  - Staats- und Regierungschef: Präsident Horacio Vásquez (1899, 1902–1903, 1924–1930)

- El Salvador
  - Staats- und Regierungschef: Präsident Pío Romero Bosque (1927–1931)

- Guatemala
  - Staats- und Regierungschef: Präsident Lázaro Chacón González (1926–1931)

- Haiti (1915–1934 von den USA besetzt)
  - Staats- und Regierungschef: Präsident Louis Bornó (1922–1930)

- Honduras
  - Staats- und Regierungschef:
    - Präsident Miguel Paz Barahona (1925–1. Februar 1929)
    - Präsident Vicente Mejía Colindres (1919, 1. Februar 1929–1933)

- Kuba
  - Staats- und Regierungschef: Präsident Gerardo Machado (1925–1933)

- Nicaragua
  - Staats- und Regierungschef:
    - Präsident Adolfo Díaz (1911–1917, 1926–1. Januar 1929)
    - Präsident José María Moncada Tapia (1. Januar 1929–1933)

- Panama
  - Staats- und Regierungschef: Präsident Florencio Harmodio Arosemena (1928–1931)

### Südamerika
- Argentinien
  - Staats- und Regierungschef: Präsident Hipólito Yrigoyen (1916–1920, 1928–1930)

- Bolivien
  - Staats- und Regierungschef: Präsident Hernando Siles Reyes (1926–1930)

- Brasilien
  - Staats- und Regierungschef: Präsident Washington Luís Pereira de Sousa (1926–1930)

- Chile
  - Staats- und Regierungschef: Präsident Carlos Ibáñez del Campo (1927–1931, 1952–1958)

- Ecuador
  - Staats- und Regierungschef: Präsident Isidro Ayora (1926–1931)

- Kolumbien
  - Staats- und Regierungschef: Präsident Miguel Abadía Méndez (1926–1930)

- Paraguay
  - Staats- und Regierungschef: Präsident José Patricio Guggiari (1928–1932)

- Peru
  - Staatsoberhaupt: Präsident Augusto B. Leguía y Salcedo (1908–1912, 1919–1930) (1904–1907 Ministerpräsident)
  - Regierungschef:
    - Ministerpräsident Pedro José Rada y Gamio (1926–12. Oktober 1929)
    - Ministerpräsident Benjamín Huamán de los Heros (12. Oktober – 1930)

- Uruguay
  - Staats- und Regierungschef: Präsident Juan Campisteguy (1927–1931)

- Venezuela
  - Staats- und Regierungschef:
    - Präsident Juan Vicente Gómez (1909–1910, 1910–1914, 1922–19. April 1929, 1931–1935)
    - Präsident Juan Bautista Pérez (19. April 1929–1931)

## Asien

### Ost-, Süd- und Südostasien
- Bhutan
  - Herrscher: König Jigme Wangchuk (1926–1952)

- China
  - Staatsoberhaupt: Vorsitzender der Nationalregierung Chiang Kai-shek (1928–1931, 1943–1948)
  - Regierungschef: Vorsitzender des Exekutiv-Yuans Tan Yankai (1928–1930)

- Britisch-Indien
  - Kaiser: Georg V. (1910–1936)
  - Vizekönig: Edward Frederick Lindley Wood (1926–1931)

- Japan
  - Staatsoberhaupt: Kaiser Hirohito (1926–1989)
  - Regierungschef:
    - Premierminister Tanaka Giichi (1927–2. Juli 1929)
    - Premierminister Hamaguchi Osachi (2. Juli 1929–1931)

- Nepal
  - Staatsoberhaupt: König Tribhuvan (1911–1950, 1952/53)
  - Regierungschef:
    - Ministerpräsident Chandra Shamsher Jang Bahadur Rana (1901–1929)
    - Ministerpräsident Bhim Shamsher Jang Bahadur Rana (1929–1932)

- Siam (heute: Thailand)
  - Herrscher: König Prajadhipok (1925–1935)

### Vorderasien
- Irak
  - Staatsoberhaupt: König Faisal I. (1921–1933)
  - Regierungschef:
    - Ministerpräsident Abd al-Muhsin as-Sa'dun (1922/1923, 1925/1926, 1928–20. Januar 1929 …)
    - Ministerpräsident Tawfiq as-Suwaidi (28. April–25. August 1929 …)
    - Ministerpräsident Abd al-Muhsin as-Sa'dun (… 19. September–13. November 1929)
    - Ministerpräsident Tawfiq al-Suwaidi (… 18. November 1929–1930, 1946, 1950)

- Nordjemen
  - Herrscher: König Yahya bin Muhammad (1904–1948)

- Persien (heute: Iran)
  - Staatsoberhaupt: Schah Reza Schah Pahlavi (1925–1941)
  - Regierungschef: Ministerpräsident Mehdi Qoli Khan Hedayat (Mokhber-ol Saltaneh) (1927–1933)

- Transjordanien (heute: Jordanien)
  - Herrscher: Emir Abdallah ibn Husain I. (1921–1951)

### Zentralasien
- Afghanistan
  - Herrscher:
    - Emir Amanullah Khan (1919–1929)
    - König Inayatullah Khan (1929)
    - König Mohammed Nadir Schah (1929–1933)

- Mongolei
  - Staatsoberhaupt:
    - Vorsitzender des Präsidiums des Kleinen Staats-Churals Dschamtsangiin Damdinsüren (1927–23. Januar 1929)
    - Vorsitzender des Präsidiums des Kleinen Staats-Churals Chorloogiin Tschoibalsan (24. Januar 1929–1930)

  - Regierungschef: Ministerpräsident Anandyn Amar (1928–1930, 1936–1939)

- Tibet
  - Herrscher: Dalai Lama Thubten Gyatso (1878–1933)

## Australien und Ozeanien
- Australien
  - Staatsoberhaupt: König Georg V. (1910–1936)
  - Generalgouverneur John Lawrence Baird, 1. Baron Stonehaven (1925–1930)
  - Regierungschef:
    - Premierminister Stanley Melbourne Bruce (1923–22. Oktober 1929)
    - Premierminister James Scullin (22. Oktober 1929–1932)

- Neuseeland
  - Staatsoberhaupt: König Georg V. (1910–1936)
  - Gouverneur: Generalgouverneur Charles Fergusson (1924–1930)
  - Regierungschef: Premierminister Joseph Ward (1906–1912, 1928–1930)

## Europa
- Albanien
  - Staatsoberhaupt: König Ahmet Zogu (1925–1939, 1943–1946)
  - Regierungschef: Ministerpräsident Kostaq Kota (1928–1930, 1936–1939)

- Andorra
  - Co-Fürsten:
    - Staatspräsident von Frankreich: Gaston Doumergue (1924–1931)
    - Bischof von Urgell: Justí Guitart i Vilardebò (1920–1940)

- Belgien
  - Staatsoberhaupt: König Albert I. (1909–1934)
  - Regierungschef: Ministerpräsident Henri Jaspar (1926–1931)

- Bulgarien
  - Staatsoberhaupt: Zar Boris III. (1918–1943)
  - Regierungschef: Ministerpräsident Andrei Ljaptschew (1926–1931)

- Dänemark
  - Staatsoberhaupt: König Christian X. (1912–1947) (1918–1944 König von Island)
  - Regierungschef:
    - Ministerpräsident Thomas Madsen-Mygdal (1926–28. April 1929)
    - Ministerpräsident Thorvald Stauning (1924–1926, 28. April 1929–1942)

- Deutsches Reich
  - Staatsoberhaupt: Reichspräsident Paul von Hindenburg (1925–1934)
  - Regierungschef: Reichskanzler Hermann Müller (1928–1930)

- Estland
  - Staats- und Regierungschef:
    - Staatsältester August Rei (1919–1920, 1928–9. Juli 1929)
    - Staatsältester Otto August Strandman (9. Juli 1929–1931)

- Finnland
  - Staatsoberhaupt: Präsident Lauri Kristian Relander (1925–1931)
  - Regierungschef:
    - Ministerpräsident Oskari Mantere (1928–16. August 1929)
    - Ministerpräsident Kyösti Kallio (1922–1924, 1925–1926, 16. August 1929–1930, 1936–1937) (1937–1940 Präsident)

- Frankreich
  - Staatsoberhaupt: Präsident Gaston Doumergue (1924–1931) (1913–1914, 1934–1944 Präsident des Ministerrats)
  - Regierungschef:
    - Präsident des Ministerrats Raymond Poincaré (1912–1913, 1922–1924, 1926–29. Juli 1929) (1913–1920 Präsident)
    - Präsident des Ministerrats Aristide Briand (1909–1911, 1913, 1915–1917, 1921–1922, 1925–1926, 29. Juli 1929–3. November 1929)
    - Präsident des Ministerrats André Tardieu (3. November 1929–1930, 1930, 1932) (1932 Präsident)

- Griechenland
  - Staatsoberhaupt:
    - Präsident Pavlos Kountouriotis (1924–1926, 1926–10. Dezember 1929) (1920 Regent)
    - Präsident Alexandros Zaimis (10. Dezember 1929–1935) (1897–1899, 1901–1902, 1915, 1916, 1917, 1926–1928 Ministerpräsident)

  - Regierungschef: Ministerpräsident Eleftherios Venizelos (1910–1915, 1915, 1916–1917, 1917–1920, 1924–1924, 1928–1932, 1932, 1933)

- Irland
  - Staatsoberhaupt: König Georg V. (1922–1936)
    - Generalgouverneur James McNeill (1928–1932)

  - Regierungschef: Taoiseach William Thomas Cosgrave (1922–1932)

- Italien
  - Staatsoberhaupt: König Viktor Emanuel III. (1900–1946)
  - Regierungschef: Duce Benito Mussolini (1922–1943)

- Jugoslawien (bis 3. Oktober 1929 Königreich der Serben, Kroaten und Slowenen)
  - Staatsoberhaupt: König Alexander I. (1921–1934)
  - Regierungschef:
    - Ministerpräsident Anton Korošec (1928–7. Januar 1929)
    - Ministerpräsident Petar Živković (7. Januar 1929–1932)

- Lettland
  - Staatsoberhaupt: Präsident Gustavs Zemgals (1927–1930)
  - Regierungschef: Ministerpräsident Hugo Celmiņš (1924–1925, 1928–1931)

- Liechtenstein
  - Staatsoberhaupt:
    - Fürst Johann II. (1858–11. Februar 1929)
    - Fürst Franz I. (11. Februar 1929–1938)

  - Regierungschef Josef Hoop (1928–1945)

- Litauen
  - Staatsoberhaupt: Präsident Antanas Smetona (1918–1920, 1926–1940)
  - Regierungschef:
    - Ministerpräsident Augustinas Voldemaras (1918, 1926–23. September 1929)
    - Ministerpräsident Juozas Tūbelis (23. September 1929–1938)

- Luxemburg
  - Staatsoberhaupt: Großherzogin Charlotte (1919–1964) (1940–1945 im Exil)
  - Regierungschef: Staatsminister Joseph Bech (1926–1937, 1953–1958)

- Monaco
  - Staatsoberhaupt: Fürst Louis II. (1922–1949)
  - Regierungschef: Staatsminister Maurice Piette (1923–1932)

- Niederlande
  - Staatsoberhaupt: Königin Wilhelmina (1890–1948) (1940–1945 im Exil)
  - Regierungschef:
    - Ministerpräsident Dirk Jan de Geer (1926–10. August 1929, 1939–1940)
    - Ministerpräsident Charles Ruijs de Beerenbrouck (1918–1925, 10. August 1929–1933)

- Norwegen
  - Staatsoberhaupt: König Haakon VII. (1906–1957) (1940–1945 im Exil)
  - Regierungschef: Ministerpräsident Johan Ludwig Mowinckel (1924–1926, 1928–1931, 1933–1935)

- Österreich
  - Staatsoberhaupt: Bundespräsident Wilhelm Miklas (1928–1938)
  - Regierungschef:
    - Bundeskanzler Ignaz Seipel (1926–1929)
    - Bundeskanzler Ernst Streeruwitz (1929)
    - Bundeskanzler Johann Schober (1921/1922, 1922, 1929–1930)

- Polen
  - Staatsoberhaupt: Präsident Ignacy Mościcki (1926–1939)
  - Regierungschef:
    - Präsident des Ministerrats Kazimierz Bartel (1926, 1928–April 1929 …)
    - Präsident des Ministerrats Kazimierz Świtalski (April–Dezember 1929)
    - Präsident des Ministerrats Kazimierz Bartel (… Dezember 1929–1930)

- Portugal
  - Staatsoberhaupt: Präsident António Óscar de Fragoso Carmona (1926–1951)
  - Regierungschef:
    - Ministerpräsident José Vicente de Freitas (1928–8. Juli 1929)
    - Ministerpräsident: Artur Ivens Ferraz (8. Juli 1929–1930)

- Rumänien
  - Staatsoberhaupt: König Michael I. (1927–1930, 1940–1947)
  - Regierungschef: Ministerpräsident Iuliu Maniu (1928–1930)

- San Marino
  - Capitani Reggenti:
    - Francesco Morri (1918–1919, 1924–1925, 1928–1. April 1929, 1933, 1936–1937) und Melchiorre Filippi (1928–1. April 1929, 1933–1934)
    - Girolamo Gozi (1924–1925, 1. April 1929–1. Oktober 1929) und Filippo Mularoni (1923, 1. April 1929–1. Oktober 1929, 1940)
    - Ezio Balducci (1. Oktober 1929–1930) und Aldo Busignani (1. Oktober 1929–1930)

  - Regierungschef: Außenminister Giuliano Gozi (1918–1943)

- Schweden
  - Staatsoberhaupt: König Gustav V. (1907–1950)
  - Regierungschef: Ministerpräsident Arvid Lindman (1928–1930)

- Schweiz[1]
  - Bundespräsident: Robert Haab (1922, 1929)
  - Bundesrat:
    - Giuseppe Motta (1911–1940)
    - Edmund Schulthess (1912–1935)
    - Robert Haab (1918–31. Dezember 1929)
    - Jean-Marie Musy (1920–1934)
    - Karl Scheurer (1920–14. November 1929)
    - Heinrich Häberlin (1920–1934)
    - Marcel Pilet-Golaz (1. Januar 1929–1944)

- Sowjetunion
  - Parteichef: Generalsekretär der KPdSU Josef Stalin (1922–1953)
  - Staatsoberhaupt: Vorsitzender des Präsidiums des obersten Sowjets Michail Iwanowitsch Kalinin (1922–1946)
  - Regierungschef: Vorsitzender des Ministerrats Alexei Rykow (1924–1930)

- Spanien
  - Staatsoberhaupt: König Alfons XIII. (1886–1941)
  - Regierungschef: Regierungspräsident Miguel Primo de Rivera Orbaneja (1923–1930)

- Tschechoslowakei
  - Staatsoberhaupt: Präsident Tomáš Masaryk (1918–1935)
  - Regierungschef:
    - Ministerpräsident Antonín Švehla (1922–1926, 1926–1. Februar 1929)
    - Ministerpräsident František Udržal (1. Februar 1929–1932)

- Türkei
  - Staatsoberhaupt: Präsident Mustafa Kemal (1923–1938)
  - Regierungschef: Ministerpräsident İsmet İnönü (1923–1924, 1925–1937, 1961–1965)

- Ungarn
  - Staatsoberhaupt: Reichsverweser Miklós Horthy (1920–1944)
  - Regierungschef: Ministerpräsident István Bethlen (1921–1931)

- Vatikanstadt
  - Staatsoberhaupt: Papst Pius XI. (11. Februar 1922–1939)
  - Regierungschef: Kardinalstaatssekretär Pietro Gasparri (1914–1930)

- Vereinigtes Königreich
  - Staatsoberhaupt: König Georg V. (1910–1936)
  - Regierungschef:
    - Premierminister Stanley Baldwin (1923/1924, 1924–Juni 1929, 1935–1937)
    - Premierminister Ramsay MacDonald (1924, 5. Juni 1929–1935)